# 신니면
신니면(薪尼面)은 충청북도 충주시의 서북쪽에 위치한 행정구역이다. 음성군과 경계이다.

## 연혁
- 1914년, 신석면(薪石面)의 23개리, 신니면(申尼面)의 17개리, 덕면의 일부를 병합하여 신니면(薪尼面)으로 개칭 (14개리로 개편)
- 1956년, 충주읍의 시승격에 따라 중원군 신니면으로 개칭
- 1973년, 광월리 무수(無愁)마을을 음성군 음성읍으로 편입
- 1981년, 마수리 신석마을을 신석(新石)과 온수(溫水)로 구분
- 1982년, 화안리 산정(山亭) 산안(山顔)마을 폐쇄 (군부대 편입-율곡사업)
- 1985년, 용원리 외용마을을 1,2리로 분구
- 1990년, 견학리 향촌마을을 1,2리로 분구
- 1995년, 시·군 통합에 따라 충주시 신니면으로 개칭
- 1996년, 화안리 석포마을을 주덕읍으로 편입

## 행정 구역
- 용원리(龍院里)
- 화석리(化石里)
- 신청리(新淸里)
- 문숭리(文崇里)
- 문락리(文樂里)
- 모남리(毛南里)
- 광월리(廣越里)
- 대화리(大花里)
- 송암리(松岩里)
- 선당리(仙堂里)
- 원평리(院坪里)
- 마수리(馬水里)
- 화안리(花顔里)
- 견학리(見鶴里)

## 주요 기관

### 교육 기관
- 초등학교
  - 용원초등학교
  - 동락초등학교
- 중학교
  - 신니중학교

### 의료 기관
- 충주시보건소 신니지소

## 유적지
- 김재옥여교사기념관
- 숭선사지